# Краб (подводница)
„Краб“ (на руски: „Краб“ – вид рак) е подводница на Руския императорски флот.
Тя е първият в света подводен минен заградител. Проектирана е от Михаил Петрович Нальотов (Налётов) и е построена през 1912 г.

## История
Подводницата е построена в гр. Николаев, Южна Укряйна, на стапелите на Черноморския корабостроителен завод „Наваль“. На 12 август 1912 г. „Краб“ е спуснат на вода, а в 1915 г. влиза в състава на Черноморския флот на Руската империя.
Лодката може да носи до 60 котвени морски мини и 4 торпеда. За времето на службата си „Краб“ прави 3 подводни минирания. Със сигурност е потвърдено, че от негови мини потъва турската канонерска лодка „Иса Рейс“. Има версия, че от мините на „Краб“ потъва и германският крайцер „Бреслау“, но преобладава мнението, че тези мини са поставени от надводни руски кораби, тъй като мястото на потъване на крайцера е доста отдалечено от местата, минирани от „Краб“.
През 1918 г. „Краб“ попада в ръцете на германското, а след това в морското командване на Антантата. През април 1919 г. подводният заградител е потопен в Северния залив на Севастопол от британците, за да не попадне в ръцете на болшевиките. За да потъне, в левия борд в района на рубката е направена пробойна с размер 0,5 m² и е отворен носовият люк.

## Финал
В края на 1923 г. е създадена „Експедиция за подводни работи с особено предназначение“ (ЭПРОН), която в течение на много години е основната организация, която се занимава в СССР с изваждането на потънали кораби. За времето на своята дейност ЭПРОН изважда голям брой потопени през войната военни и търговски кораби.
През 1934 г. при търсене на потопени подводници металотърсач реагира на голямо кооичество метал. При първия оглед откриват кораба. „Краб“ лежи на дълбочина 65 m, заровен с кърмата си дълбоко в грунта, в твърдия корпус по левия борд се вижда пробойна; оръдието и перископите са здрави.
Работите по изваждането започват през лятото на 1935 г. Заради голяма за онези времена дълбочина изваждането е на етапи, като корабът се вади на все по-малка дълбочина. Първите опити да се извади заградителят са направени през юни; не успяват обаче да извадят кърмата от грунта и затова го разбият около нея. Това се оказва трудна работа заради сложната система за изпомпване на наносите към повърхността. Освен това заради голямата дълбочина водолазите могат да работят под вода само 30 минути. Към октомври размивката на грунта приключва и от 4 до 7 октомври са направени 3 последователни издигания, подводницата е изтеглена до пристанището, където е извадена на повърхността.
Създателят на подводницата през същото време е в Ленинград. Година преди описаните събития се е пенсионирал, а последните години преди това е старши инженер в отдела на главния механик на Кировския завод. Разбрал, че неговото творение „Краб“ е извадено, съставя проект за възстановяване и модернизация. Но за времето от построяването на подводницата развитието на подводните сили отива доста напред, появяват се много по-съвършени нови подводници, включително и подводни минни заградители, и няма необходимост от възстановяване на „Краб“. Породи това корабът, независимо от историческата му стойност, след изваждането му е предаден за скрап.

## Характеристики
- Скорост:
  - максимална (надводна/подводна) – 10.8/8.3-8.6 възела
  - икономична (надводна/подводна) – 8.5/5.5-5.9 възела
- Далечина на плаване:
  - надводна – 1200/2000 мили (при възела ход 10.8/8.5)
  - подводна – 82/138 мили (при възела ход 8.2/5.9)
- Запас гориво: 13.5 тона (керосин)
- Време за потапяне – 7 минути и 38 секунди
- Время за изплуване – 4 минути
- Запас плавучест – 14%
- 2 перископа
- прожектор с диаметър 30 sm
- Екипаж:
  - офицери – 3 души
  - старшини – 2 души
  - нисши чинове – 24 души

## Галерия
- „Краб“ в завода „Наваль“
- Спускането на вода, 12 август 1912 г.
- „Краб“ в сух док в Севастопол, 1916 г.